# Zheng Bin
Zheng Bin (en chino tradicional, 鄭斌; en chino simplificado, 郑斌; pinyin, Zhèng Bīn; Wuhan, China, 4 de julio de 1977) es un exfutbolista y entrenador de fútbol de China que jugaba en las posiciones de extremo y Delantero.

## Carrera

### Club
| Periodo   | Club                  | Apariciones | Goles |
| --------- | --------------------- | ----------- | ----- |
| 1998–2002 | Wuhan Hongjinlong     | 65          | 2     |
| 2003–2004 | Shenzhen Jianlibao    | 40          | 2     |
| 2005–2008 | Wuhan Huanghelou      | 92          | 14    |
| 2009      | Shenzhen Shangqingyin | 19          | 1     |
| 2010–2011 | Wuhan Zall            | 23          | 2     |

### Selección nacional
Debutó con China en 7 de septiembre de 2003 en la derrota por 0-2 ante Costa Rica en un partido amistoso. Jugó en 35 ocasiones hasta 2008 y anotó un gol; participó en dos ediciones de la Copa Asiática.

## Logros
- Chinese Super League: 2004
- Chinese Super League Cup: 2005